# Władimir Łobanok

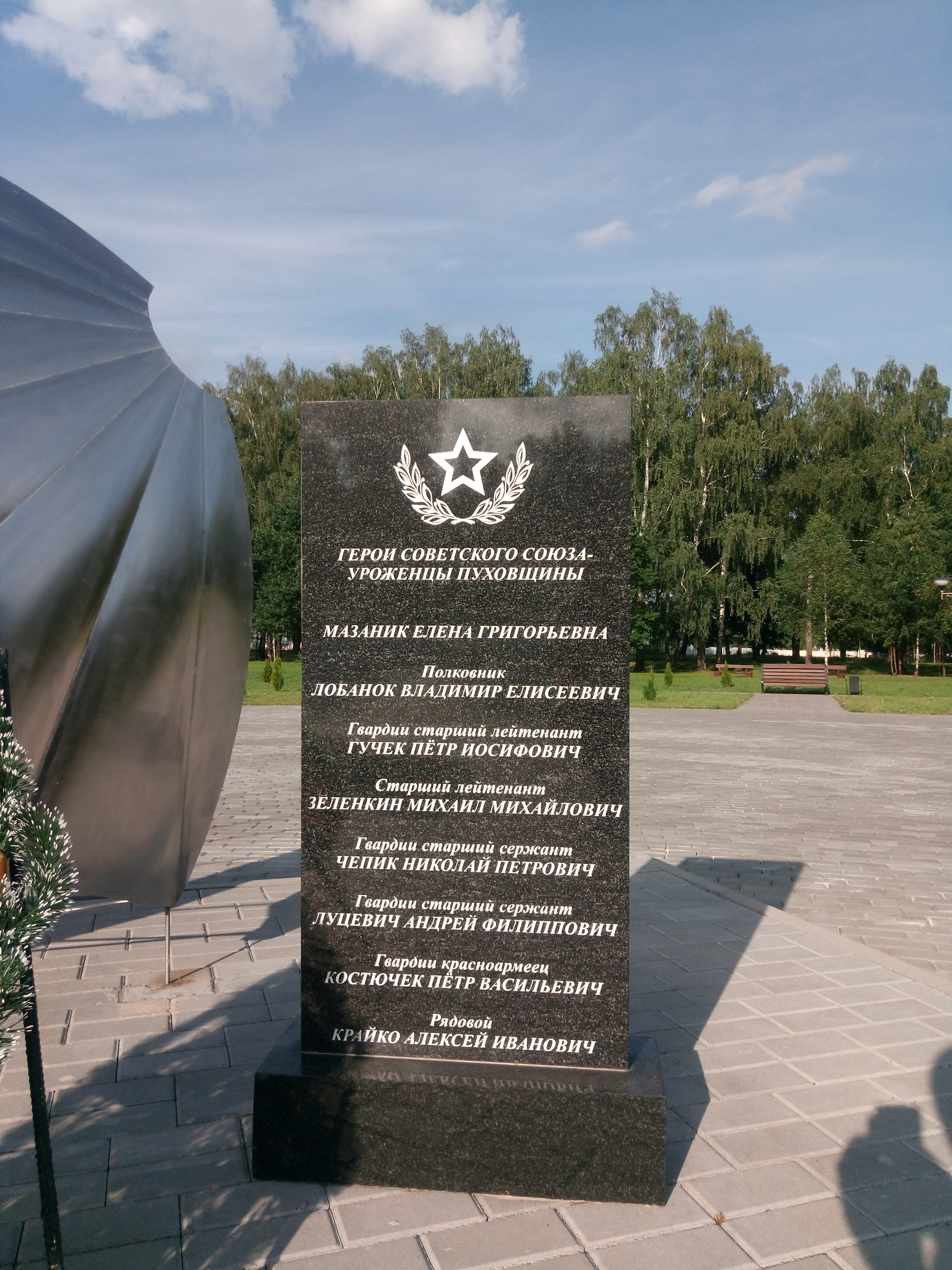
Tablica poświęcona Bohaterom Związku Radzieckiego urodzonym w rejonie puchowickim

Władimir Jelisiejewicz Łobanok (ros. Владимир Елисеевич Лобанок, biał. Уладзімір Елісеевіч Лабанок, ur. 20 czerwca?/3 lipca 1907 we wsi Wostrau w rejonie puchowickim, zm. 4 listopada 1984 w Mińsku) – radziecki pułkownik, organizator i dowódca komunistycznego podziemia i ruchu partyzanckiego na terytorium Białoruskiej SRR, dowódca Brygady Partyzanckiej im. Stalina działającej w rejonie lepelskim, Bohater Związku Radzieckiego (1943).

## Życiorys
Od 1930 w WKP(b), 1931 ukończył Białoruską Akademię Gospodarki Rolnej, pracował jako agronom i pomocnik ludowego komisariatu rolnictwa Białoruskiej SRR, agronom-ekonomista w pełnomocnictwie ludowego komisariatu sowchozów zbożowych i hodowlanych Białoruskiej SRR. 1939-1941 dyrektor technikum rolniczego w obwodzie witebskim, 1941 I sekretarz lepelskiego rejonowego komitetu Komunistycznej Partii (bolszewików) Białorusi, od sierpnia 1941 do czerwca 1944 I sekretarz podziemnego lepelskiego komitetu rejonowego KP(b)B. Od marca do sierpnia 1942 dowódca oddziału partyzanckiego, od sierpnia 1942 komisarz brygady partyzanckiej, w 1943 dowódca Brygady Partyzanckiej im. Stalina, od grudnia 1943 szef grupy operacyjnej KC KP(b)B i Centralnego Sztabu Ruchu Partyzanckiego w Połocko-Lepelskiej Strefie Partyzanckiej. Po ponownym zajęciu Białorusi przez Armię Czerwoną był zastępcą kierownika Wydziału Rolnego KC KP(b)B, następnie przewodniczącym Komitetu Wykonawczego Rady Obwodowej w Połocku. Od 1946 do grudnia 1948 II sekretarz, a od grudnia 1948 do 1953 I sekretarz Komitetu Obwodowego KP(b)B/Komunistycznej Partii Białorusi w Połocku. W latach 1953–1954 słuchacz kursów przekwalifikowujących przy KC KPZR, od stycznia 1954 do września 1956 przewodniczący Komitetu Wykonawczego Rady Obwodowej w Homlu, od września 1956 do kwietnia 1962 I sekretarz Komitetu Obwodowego KPB w Witebsku, od 31 października 1961 do 24 lutego 1976 członek Centralnej Komisji Rewizyjnej KPZR, od kwietnia 1962 do 1974 I zastępca przewodniczącego Rady Ministrów Białoruskiej SRR, równocześnie 1962-1964 minister produkcji i zapasów produktów rolnych. Od 1974 do śmierci zastępca przewodniczącego Prezydium Rady Najwyższej Białoruskiej SRR. Deputowany do Rady Najwyższej ZSRR od 2 do 10 kadencji (1946-1984) i do Rady Najwyższej Białoruskiej SRR (1951–1955 i 1963–1984), delegat na XXII, XXIII i XXIV Zjazdy KPZR, 1949-1984 członek KC KP(b)B/KPB.

## Upamiętnienie
W Mińsku na domu, w którym mieszkał, umieszczono tablicę pamiątkową. Jego imieniem nazwano technikum sowchozowe w Marinie Horce, szkołę średnią w Lepelu, ulice w Mińsku i Lepelu i muzeum w Uszaczu.

## Odznaczenia
- Złota Gwiazda Bohatera Związku Radzieckiego (16 września 1943)
- Order Lenina (trzykrotnie)
- Order Rewolucji Październikowej
- Order Czerwonego Sztandaru
- Order Suworowa I klasy (15 sierpnia 1944)
- Order Wojny Ojczyźnianej I klasy
- order Czerwonego Sztandaru Pracy (trzykrotnie)

I wiele medali.